# Dovmont di Pskov
Dovmont, anche conosciuto con il nome di Daumantas o con il nome di Timoteo, acquisito dopo la conversione alla religione cristiana (Lituano: Daumantas, Ruteno: Dowmont, Bielorusso: Daǔmont, Russo: Довмонт; 1240 – 20 maggio 1299), fu un membro della nobiltà minore lituana, meglio noto per essere stato il leader militare della Repubblica di Pskov tra il 1266 e il 1299.
Sotto la sua guida, Pskov diventò de facto indipendente da Novgorod.

## Duca di Nalšia
Fino al 1265 Dovmont fu Duca di Nalšia, una provincia settentrionale del Granducato di Lituania. Alleato del sovrano, Mindaugas, era con questi imparentato, essendo le rispettive mogli sorelle. Nonostante tale legame, nel 1262 Dovmont strinse un'alleanza con Treniota, nipote del Granduca di Lituania e Duca di Samogitia. Quest'ultimo, raccogliendo ampi consensi tra la piccola nobiltà lituana di religione pagana, stava organizzando in quel periodo una ribellione di tutti i popoli baltici contro i Cavalieri Teutonici e i Cavalieri Portaspada.
Nel 1263, Dovmont e Treniota assassinarono Mindaugas e due dei suoi figli,  determinando il ritorno della religione pagana all'interno del Granducato, culto che sarebbe perdurato per altri centoventi anni. Alcuni resoconti storiografici ruteni ritengono che, mentre l'obiettivo a cui prefiggeva Treniota fosse il titolo di granduca di Lituania, Dovmont avesse preso parte alla cospirazione per puro spirito di vendetta: dopo il decesso della Regina Morta, avvenuto nel 1262, Mindaugas prese infatti per sé la moglie di Dovmont, sottraendola al marito. Quando Mindaugas schierò un grande esercito contro Brjansk, Dovmont finse di partecipare alla spedizione, tornando invece repentinamente e perpetrando l'assassinio.
Secondo la Cronaca di Bychowiec (fonte tarda e non affidabile), come ricompensa Dovmont ricevette dal nuovo Granduca il titolo di Duca di Utena.
Nel 1265, quando Vaišelga, il figlio più giovane di Mindaugas, che nel 1264 si era alleato  con il Principato di Halyč-Volinia, uccise Treniota e rivendicò il trono, Dovmont fuggì a Pskov con un seguito di 70 (ma per altre fonti 300) famiglie.

## Signore di Pskov
Dopo il suo arrivo nella città, Dovmont si convertì al culto ortodosso e fu battezzato con il nome di Timoteo (Ruteno: Timofei). Diresse l'esercito di Pskov contro quello Lituano e lo sconfisse sulle rive del Dvina Occidentale, spingendosi fino a saccheggiare le terre del duca Gerdenis, e rapendone i due figli e la moglie. Lo spirito audace di Dovmont, i suoi modi amichevoli e il successo delle sue imprese militari spinsero la veče di Pskov ad eleggerlo knjaz, o leader militare.
La sua elezione non fu mai approvata dalla Repubblica di Novgorod, cui Pskov era formalmente sottomessa. Il Principe Jaroslav di Novgorod cercò di punire gli abitanti della città per il loro tradimento e decreto l'espulsione di Dovmont, ma gli stessi abitanti di Novgorod rifiutarono di adempiere alle direttive di Jaroslav e, unendo le forze con quelli di Pskov, invasero la Lituania l'anno successivo. Dovmont era ancora al loro comando e ritornò nella sua nuova patria in trionfo.
L'anno successivo l'alleanza tra le due città fu cementata dall'invasione dei  Cavalieri Portaspada. L'esercito di Pskov, condotto da Dovmont, unì le proprie forze a quello di Novgorod, condotto da Jaroslav e da Dmitrij, figlio di Aleksandr Nevskij, infliggendo una pesante sconfitta ai cavalieri nella battaglia di Rakovor (1268). L'anno successivo il Gran Maestro dell'Ordine, Otto von Lutterberg, cinse d'assedio Pskov, ma Dovmont, con l'aiuto di Novgorod, respinse l'attacco ferendo personalmente Lutterberg in battaglia. I Cavalieri accettarono la resa incondizionata e cessarono i loro attacchi a Pskov e Novgorod per trent'anni.

## Gli ultimi anni di regno
Nel 1270, Jaroslav cercò nuovamente di estromettere Dovmont dal governo della città per rimpiazzarlo con un uomo di fiducia ma i suoi piani fallirono nuovamente a fronte della resistenza degli abitanti di Pskov. Al fine di rafforzare la propria posizione di potere Dovmont sposò la figlia di Dimitri, Maria. Nel 1282, quando il suocero fu esiliato da Vladimir a Koporje, Dovmont compì un raid a Ladoga, strappando il tesoro di Dimitri dalle mani di Novgorod e trasportandolo a Koporje. Dopo quest'azione il suo nome scomparse dai resoconti storici per ben diciassette anni. Intorno al 1283, ebbe un figlio che chiamò Davide.
Nel 1299 i Cavalieri Teutonici invasero inaspettatamente il nord-ovest della Rutenia, mentre i Livoni distrussero e saccheggiarono il monastero di Snetnogor prima di cingere nuovamente d'assedio Pskov. Pochi mesi dopo avere con pochi uomini respinto dalla Repubblica entrambe le forze militari, Dovmont si ammalò improvvisamente e morì. Il suo corpo fu seppellito nella Cattedrale della Trinità, dove la sua pada e i suoi effetti personali sarebbero stati esibiti ai fedeli fino al XX secolo.
Secondo i resoconti storici di Pskov, nessun governante fu amato dai cittadini della città più di Dovmont, di cui apprezzavano particolarmente l'acume militare e la saggezza. Dopo la sua canonizzazione da parte della Chiesa ortodossa russa fu eletto patrono di Pskov con Vsevolod Mstislavič. Il suo attaccamento alla religione ortodossa divenne così profondo tanto che leggende narrano che prima di ogni battaglia fosse solito recarsi in chiesa affinché un sacerdote benedicesse la sua spada. Le fortificazioni erette da Dovmont nella città sono ancora oggi conosciute con l'appellativo di "Villaggio di Dovmont". Qui fu consacrata una chiesa in sua memoria nel 1574.

## Miracoli e leggende devozionali
Intorno alla figura del Santo difensore di Pskov fiorirono un gran numero di leggende devozionali, di cui si riportano le più significative.
- Viene narrato che nel 1480, mentre la città si trovava assediata dalle truppe dei Cavalieri Teutonici, Dovmont fosse apparso in sogno ad alcuni cittadini, ordinando loro di trasportare la sua lapide tre volte intorno alla città. I cittadini decisero di adempiere al suo volere e l'esercito invasore si ritirò improvvisamente dalla Rutenia;